# Freeport-McMoRan
Freeport-McMoRan Copper & Gold Inc. (FMCG, NYSE: FCX), a menudo denominada simplemente Freeport, es una empresa estadounidense presente en los sectores minero y metalúrgico. Constituye el productor de más bajo costo de cobre del mundo, y uno de los mayores productores mundiales de oro.
Inicialmente tenía su sede central en Nueva Orleans, Luisiana, si bien trasladaría su sede a Phoenix (Arizona) tras la adquisición de la productora de cobre Phelps Dodge en 2007. Desde entonces, tiene su sede en el Freeport-McMoRan Center, en el centro de Phoenix. Además de Phelps Dodge, posee varias sociedades filiales, entre las que se incluyen PT Freeport Indonesia, PT Irja Eastern Minerals y Atlantic Copper, SA. Freeport es el productor de cobre más grande que cotiza en bolsa y productor de molibdeno del mundo.

## Actividades en España
A comienzos de la década de 1990 la empresa entró en el mercado español. En 1993 adquirió Río Tinto Minera (RTM) al holding Ercros, que en aquella época atravesaba una mala situación financiera. Con este movimiento se hizo Freeport con el control de la cuenca minera de Riotinto-Nerva y de las instalaciones metalúrgicas sitas en el Polo Químico de Huelva. La empresa norteamericana procedió a disgregar el negocio minero en varias sociedades. La fundición de Huelva quedó en manos de «Río Tinto Metal», renombrada en 1996 como Atlantic Copper. Las minas de Riotinto atravesaban una larga crisis, por lo que Freeport ofreció un plan de reconversión. Tras fracasar este, en 1995 los activos del negocio minero acabarían siendo vendidos a los trabajadores.
Freeport también negoció con Ercros la adquisición de su filial Fesa-Enfersa, una empresa dedicada a la elaboración y comercialización de fertilizantes. Aunque para 1995 ambas partes habían logrado alcanzar un acuerdo, Ercros se echó atrás y Fesa-Enfersa sería absorbida por el Grupo Villar Mir.